# Alvarezsaurus
Alvarezsaurus is een monotypisch geslacht van uitgestorven vleesetende theropode dinosauriërs, behorend tot de Coelurosauria, dat tijdens het Laat-Krijt leefde in het gebied van het huidige Argentinië.

## Vondst en naamgeving
Tussen 1984 en 1987 voerde een team van de Universidad Nacional del Comahue onder leiding van Jorge Orlando Calvo en Oscar de Ferrariis opgravingen uit bij de Boca del Sapo in de provincie Neuquén. Daarbij werd in mei 1987 onder andere het skelet gevonden van een kleine theropode.

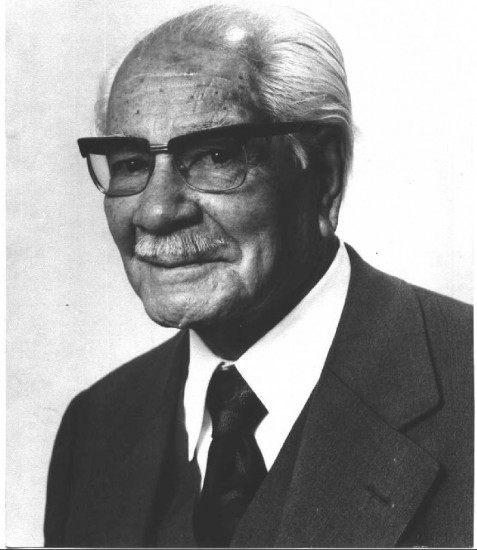
Don Gregorio Álvarez

In 1991 werd de typesoort Alvarezsaurus calvoi benoemd en beschreven door José Fernando Bonaparte. De geslachtsnaam eert wijlen de historicus Gregorio Álvarez die veel reisbeschrijvingen van Neuquén gepubliceerd had. De soortaanduiding eert Calvo als ontdekker.
Het holotype MUCPv 54 is gevonden in een laag van de Bajo de la Carpa-formatie die dateert uit het Santonien, ongeveer vijfentachtig miljoen jaar oud. Het bestaat uit een gedeeltelijk skelet zonder schedel. Bewaard zijn gebleven: zes halswervels, vijf ruggenwervels, drie sacrale wervels, dertien staartwervels, een schouderblad, een ravenbeksbeen, een eerste handklauw, de darmbeenderen, de bovenkanten van de darmbeenderen, de onderkanten van de scheenbeenderen, een stuk kuitbeen, een sprongbeen, een hielbeen en een volledige voet. Het exemplaar vertegenwoordigt een jongvolwassen individu.

## Beschrijving

### Grootte, algemene bouw en onderscheidende kenmerken
Alvarezsaurus is een middelgrote alvarezsauride. In 2010 schatte Gregory S. Paul de lichaamslengte op één meter en het lichaamsgewicht op drie kilogram. Hij meende dat Achillesaurus een volwassen individu was van Alvarezsaurus.
Alvarezsaurus vertoonde grote gelijkenis met een vogel. Het slanke lichaam, de beweeglijke hals en de drietenige rechtopstaande achterpoten zijn kenmerkend voor een vogel. Waarschijnlijk waren de smalle poten bezet met veren. Maar de lange staart, die de helft van zijn lichaamslengte innam, en de klauwen aan de voorpoten, pasten minder bij het gebruikelijke beeld dat men van vogels heeft.
In 1991 had Alvarezsaurus nog vele unieke kenmerken maar door de vondst van vele verwanten is daar weinig van overgebleven. Michael Mortimer stelde in 2015 de volgende lijst voor. De halswervels hebben achterste gewrichtsuitsteeksels die verticaal afgeplat zijn, peddelvormig en voorzien van een paar sterk ontwikkelde lengterichels. De lengte van de achterste staartwervels bedraagt tweemaal die van de voorste staartwervels. Het schouderblad is verkort met maar zevenenveertig procent van de lengte van het darmbeen en zonder verbreed uiteinde. De duimklauw heeft een kiel aan de onderzijde.

### Skelet
Er zijn vermoedelijk tien halswervels. De halswervels zijn laag en lichtgebouwd wat de nek erg slank gemaakt moet hebben. Pneumatische openingen bevinden zich hoog aan de voorste zijkanten. Bonaparte beschreef één halswervel als amficoel, hol aan beide zijden, maar het is de vraag of die correct geïdentificeerd was: opisthocoel, met een bolle voorkant, is de te verwachten vorm. Bij de halswervels zijn vooral de achterste gewrichtsuitsteeksels, de postzygapofysen, opvallend. Bij theropoden zijn die normaliter rechthoekig, zonder ingesnoerde basis en met een bol bovenvlak vooraan voorzien van een epipofyse. Bij Alvarezsaurus hebben ze meer de vorm van een blad aan een dun steeltje zonder extra uitsteeksel aan de basis; zich naar achteren verbredende richels liggen aan de randen. Eigenaardig is dat er geen geleidelijke overgang is op dit punt naar de wervels van de rug: slechts één cervicodorsale wervel toont een tussenvorm en dan zijn de postzygapofysen kort en normaal gevormd. Eenzelfde abrupte overgang ontbreekt echter voor de parapofyse die niet plots hoger komt te liggen. De doornuitsteeksels van de rug zijn laag. Ook de postzygapofysen van de staartwervels zijn opvallend met een opstaande lengterichel aan de binnenrand. De achterste bewaarde staartwervel, vermoedelijk de achttiende, heeft 213% van de lengte van de voorste staartwervel. Dit is een vogelachtig kenmerk; bij andere alvarezsauriden liggen de waarden duidelijk lager. De eerste staartwervel is gekield. De voorste staartwervels hebben driehoekige zijuitsteeksels die schuin naar beneden en achteren gericht zijn. Hun doornuitsteeksels zijn zwak ontwikkeld en de voorste gewrichtsuitsteeksels kort. Ze hebben chevrons die hoger zijn dan lang; achterste staartwervels hebben lage T-vormige chevrons.
Het heiligbeen bestaat uit minstens vier en misschien zeven wervels. De sacrale wervels zijn weinig overdwars samengedrukt.
Het schouderblad is opvallend gereduceerd, kort, smal en vermoedelijk niet verbreed aan het bovenste uiteinde. Daarbij moet echter bedacht worden dat dit als zodanig niet bewaard is gebleven. Het is recht in zijaanzicht maar naar binnen gekromd in bovenaanzicht. De stevige duimklauw zat vermoedelijk vast aan een robuuste eerste vinger, zoals bij verwanten te zien is.
Bij het darmbeen is de groeve in de onderrand van het achterblad, de aanhechting voor de musculus caudofemoralis brevis, smal. De horizontale kam boven het heupgewricht loopt over de volle lengte door en bevindt zich dus niet alleen boven het voorste deel zoals bij Mononykus.
Bij het dijbeen bevindt zich op driekwart van de hoogte van de schacht een richelvormige vierde trochanter. Een scherpe richel aan de onderste binnenkant van het scheenbeen ontbreekt. Het kuitbeen bereikt de enkel en past daar in een gewrichtsfacet van het hielbeen. Het sprongbeen en het hielbeen zijn niet vergroeid met elkaar of met het scheenbeen. De voet is niet arctometatarsaal: het derde middenvoetsbeen bereikt de enkel hoewel het bovenaan toch wat smaller is. Het derde middenvoetsbeen is het langst en het vierde middenvoetsbeen is duidelijk langer dan het tweede.

## Fylogenie
Bonaparte plaatste Alvarezsaurus in 1991 in een eigen Alvarezsauridae. Die bracht hij weer onder in een Alvarezsauria. Dit weerspiegelde zijn twijfel over de precieze verwantschappen van de soort waarvan hij verder alleen met zekerheid durfde te stellen dat het een lid was van de Theropoda.
Bonaparte kon in 1991 nog niet bevroeden dat Alvarezsaurus de eerste ontdekking voorstelde van een groep bizarre theropoden waarvan de afstamming nog zeer omstreden zou blijken: ze zouden eerst gezien worden als basale vogels en daarna als basale Maniraptora of basale Coelurosauria.

## Levenswijze
De Bajo de la Carpa was een kustvlakte met lagunen. Alvarezsaurus leefde in een droog gebied, een halfwoestijn gekenmerkt door duinen, die doorsneden werden door kleine riviertjes met een zeer variabele waterafvoer. Tegenwoordig worden Alvarezsauridae meestal gezien als insecteneters die met hun korte krachtige duimklauwen termietenheuvels openbraken of wellicht bast van bomen stripten om larven te bereiken.